# Abdelouahed Abdessamad
Abdelouahed Abdessamad est un footballeur marocain né le 24 février 1982 (d'autres sources indiquent le 21 janvier 1981) à Casablanca au Maroc. Il évolue au poste de défenseur.

## Biographie
Il joue au Difaâ d'El Jadida après avoir évolué au Raja de Casablanca.
Il est international marocain [réf. nécessaire].

## Palmarès
- Champion du Maroc en 2009 avec le Raja de Casablanca